# Country Joe and the Fish
Country Joe and the Fish est un groupe américain de rock/folk/psychédélique. Il est connu pour son engagement contre la guerre du Viêtnam et sa prestation au Festival de Woodstock. Le groupe est formé par Country Joe McDonald au chant et Barry Melton (The Fish), à la guitare. Il est un groupe emblématique du San Francisco Sound.
Le nom du groupe lui-même annonce son orientation politique : Country Joe était le surnom de Joseph Staline pendant la Seconde Guerre mondiale, The Fish ferait référence à une citation de Mao Zedong (« L'armée doit être dans le peuple comme un poisson dans l'eau »).

## Biographie

### Formation et succès

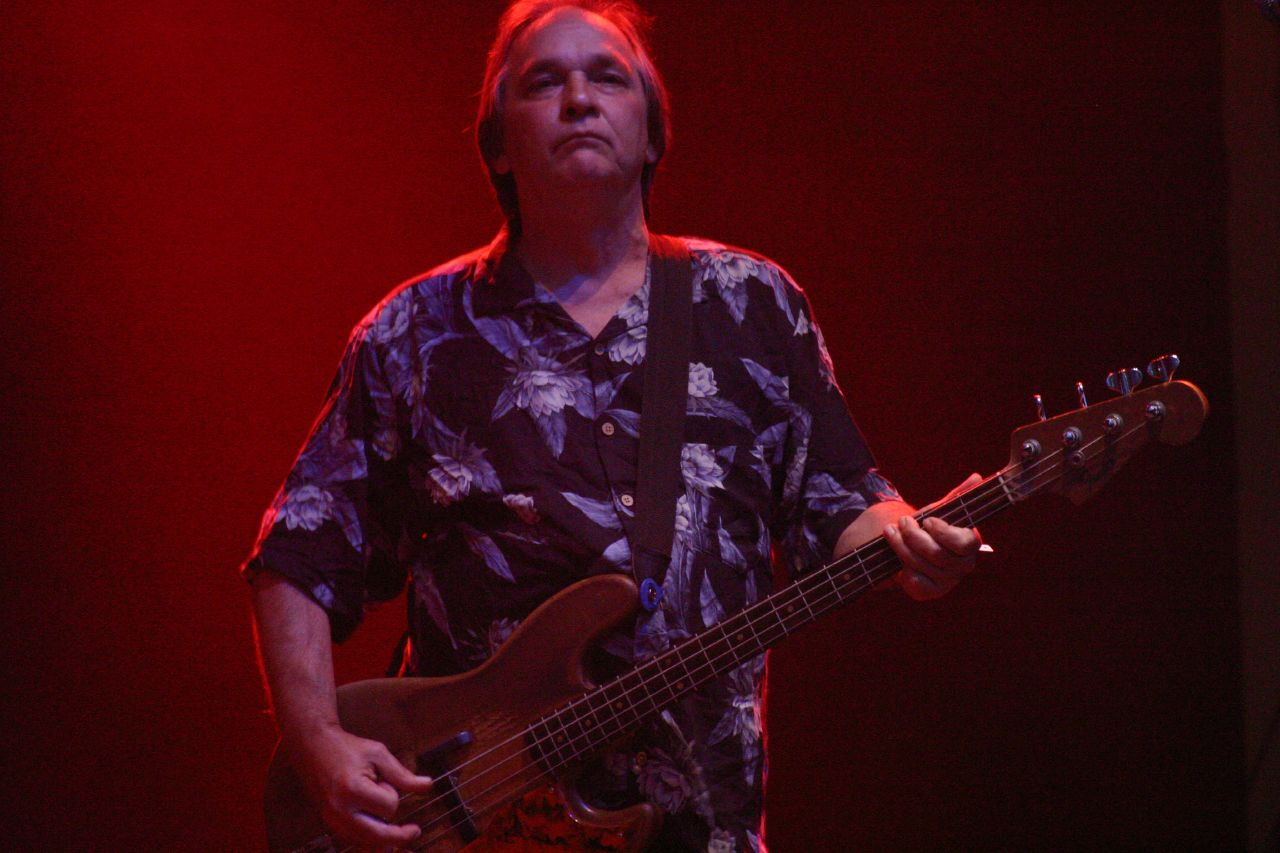
Bruce Barhol en concert avec le Country Joe Band, le 11 août 2005.

Country Joe and the Fish est un des premiers groupes de rock psychédélique, et a joué dans les hauts lieux de la musique pop/rock des années 1960 : au Fillmore West, au Fillmore East et au Family Dog Avalon Ballroom. Ils partageaient l’affiche avec Jefferson Airplane, Grateful Dead, Quicksilver Messenger Service, Led Zeppelin, et Iron Butterfly.
Country Joe McDonald et Barry Melton commencent leur collaboration par des enregistrements en soutien au journal politique de McDonald Rag Baby. Ils ont alors décidé de former un groupe Country Joe and the Fish. Barry Melton était le guitariste soliste et Country Joe assurait la partie vocale. Après de nombreux changements de formation, particulièrement après le troisième album, Together, Melton et McDonald ont formé le noyau stable du groupe qui a duré jusqu'à la fin des années 1960. Melton a continué le groupe après le départ de McDonald. Des anciens membres de Big Brother and the Holding Company, Peter Albin et David Getz, l'ont rejoint après que Janis Joplin ait quitté ce groupe.
Sa chanson la plus connue est I Feel Like I'm Fixin' to Die Rag, qui à propos de la guerre du Viêtnam demande « One, two, three, what are we fighting for? », ( « Un, deux, trois, pour quoi se bat-on ? »). Ce refrain est bien connu de la génération du Festival de Woodstock et de la guerre du Viêt Nam, pendant les années 1960 et 1970.
Le groupe est aussi connu pour The Fish Cheer qui est une série de questions–réponses avec l’auditoire pendant laquelle Joe épelle le mot « fish » (« Give me an F!… »), qui à Woodstock avait été remplacé par « fuck ».
Même si son nom est rattaché à ces événements, Country Joe and the Fish est l’auteur de 33 albums, et a écrit des centaines de chansons pendant une carrière de 40 ans.
L'album Electric Music for the Mind and Body est diffusé de manière importante sur les radios FM en 1967. Ils jouent au Festival international de musique pop de Monterey en 1967 et au Festival de Woodstock en 1969.

### Post-séparation
En 1971, le groupe figure dans un film de western dont le rôle principal est interprété par Don Johnson. Ils y jouent une bande de hors-la-loi appelés les Crackers. Le film, Zachariah, est écrit par le Firesign Theater. Ils ont eu un rôle aussi dans le film American Graffiti, la suite (More American Graffiti) de Bill L. Norton (produit par George Lucas).
Barry Melton continue à jouer dans la région de San Francisco et récemment il a fait une série de concerts en Angleterre, France, Italie et en Russie.
En 2004, Country Joe a reformé son groupe avec les membres d’origine, sous le nom de Country Joe Band - Bruce Barthol, David Bennett Cohen et Gary « Chicken » Hirsh. Le groupe fait une tournée aux États-Unis (dont un retour à Woodstock), puis au Royaume-Uni (à Londres et à l’Île de Wight).

## Discographie
- 1967 : Electric Music for the Mind and Body
- 1967 : I-Feel-Like-I'm-Fixin'-to-Die
- 1968 : Together
- 1969 : Here We Are Again
- 1969 : Greatest Hits
- 1970 : C.J.Fish
- 1973 : The Best of Country Joe and The Fish
- 1977 : Reunion
- 1988 : Collected Country Joe and The Fish
- 1996 : Live! Fillmore West 1969